# 亞丁灣左鮃
亞丁灣左鮃為輻鰭魚綱鰈形目鰈亞目鮃科的其中一種，分布於印度西太平洋區，從亞丁灣至澎湖群島海域，體長可達14公分，棲息在底層水域，生活習性不明。